# باتريك شولتس
باتريك شولتس (بالألمانية: Patrick Schulz)‏ هو عارض ألماني، ولد في 11 أغسطس 1980 في ماينتس في ألمانيا.

## روابط خارجية
- باتريك شولتز على موقع CageMatch worker (الإنجليزية)